# Така (атолл)
Така (Суворова) (марш. Tōkā tˠʌɡɑ͡ææ̯, англ. Toke, Taka) — атолл из шести островков в Тихом океане. Является частью цепи Ратак (Маршалловы острова). Сухопутная его площадь составляет только 0,57 км², но вместе с прилегающей лагуной — 93,14 км².

## История
Открыт в мае 1816 года русской экспедицией на бриге «Рюрик» под командованием О. Е. Коцебу. Исследовав и описав открытый днем ранее атолл Кутузова (Утирик), 22 мая Коцебу направил судно к замеченной южнее группе соединенных коралловыми рифами островов, отделенной от атолла Кутузова узким, но глубоким проливом. Островки атолла были покрыты лесом, но никаких признаков присутствия человека на них обнаружено не было. Обогнув атолл и картографировав его, Коцебу продолжил путешествие к Камчатке.